# Nová Bašta
Nová Bašta este o comună slovacă, aflată în districtul Rimavská Sobota din regiunea Banská Bystrica. Localitatea se află la altitudinea de 271 m deasupra n.m., se întinde pe o suprafață de 13,18 km2 și în 2017 număra 483 de locuitori. Se învecinează cu Stará Bašta, Gemerský Jablonec, Cered, Studená, Tachty și Večelkov.

## Istoric
Localitatea Nová Bašta este atestată documentar din 1267.

## Demografie
| An:                | 1994 | 2004    | 2014   | 2024   |
| ------------------ | ---- | ------- | ------ | ------ |
| Număr de persoane: | 607  | 529     | 505    | 498    |
| Diferență:         |      | −12,85% | −4,53% | −1,38% |

| An:                | 2023 | 2024   |
| ------------------ | ---- | ------ |
| Număr de persoane: | 500  | 498    |
| Diferență:         |      | −0,40% |